# Katonda
Katonda – u Bagandów z Ugandy stwórca świata i ludzi. Stworzył pierwszego człowieka nazywanego Kintu, po czym wysłał go na ziemię i powierzył mu nadzór nad całą przyrodą i ludźmi.